# 모리스 가스티제
모리스 가스티제(프랑스어: Maurice Gastiger, 1896년 10월 3일~1966년 1월 22일)는 프랑스의 축구인으로 선수 시절 공격수로 활동했다. 1914년 2월 8일 17세 128일의 나이로 프랑스 축구 국가대표팀에 데뷔하며 2020년 9월까지 프랑스 성인 대표팀의 역대 최연소 출전 선수 기록을 가지고 있었고 1914년 3월 8일 17세 156일의 나이로 프랑스 성인 대표팀에서 득점을 기록하며 프랑스 성인 대표팀에서 득점을 기록한 역대 최연소 선수 기록을 가지고 있다.

## 구단 경력
가스티제는 1913년 FÉC 르발루아에서 축구 선수 경력을 시작했고 르발루아에서 7시즌 동안 활동했다. 1920-21 시즌에 가스티제는 스타드 렌 FC와 계약을 체결했고 스타드 렌에서 1922년 쿠프 드 프랑스 결승전에 진출해 쿠프 드 프랑스 준우승을 달성했다.

## 국가대표팀 경력
가스티제는 1914년 2월 8일 17세 128일의 나이로 프랑스 축구 국가대표팀이 룩셈부르크 축구 국가대표팀에게 4 대 5로 패배한 경기에서 프랑스 성인 대표팀 데뷔전을 가지며 프랑스 성인 대표팀에 출전한 역대 최연소 선수가 되었다. 그는 1914년 3월 8일 17세 156일의 나이로 프랑스와 스위스 축구 국가대표팀과의 친선 경기에서 프랑스의 두 번째 득점을 만들며 프랑스 성인 대표팀에서 득점을 기록한 역대 최연소 선수가 되었다.
가스티제는 제1차 세계 대전으로 인해 프랑스 대표팀 소속으로 3경기에 출전해 1득점을 기록했다. 이후 그가 가지고 있었던 프랑스 성인 대표팀 역대 최연소 출전 기록은 2020년 9월 8일 에두아르도 카마빙가가 프랑스와 크로아티아 축구 국가대표팀의 UEFA 네이션스리그 경기에 출전하며 카마빙가에게 계승되었다.

## 개인사
모리스 가스티제에게는 축구 선수였던 형 피에르 가스티제가 있다. 현역 시절 미드필더로 활동했던 피에르는 동생 모리스와 함께 1919년 6월 29일 프랑스와 체코슬로바키아와의 연합국 게임 축구 결승전에 출전해 체코슬로바키아에게 3대 2로 패배하며 연합국 게임 준우승을 달성했고 이후 1920년 하계 올림픽 축구에도 함께 출전해 올림픽에서 6위를 달성했다.
대표팀 외에도 모리스와 피에르는 1914년부터 1921년까지 FÉC 르발루아에서 같이 활동한 후 1921년부터 1922년까지 스타드 렌에서도 함께 활동했다.

## 통산 기록
국가대표팀 기록
| # | 날짜           | 경기장                      | 상대   | 득점 이후 점수 | 최종 점수 | 경기      |
| - | -------------- | --------------------------- | ------ | -------------- | --------- | --------- |
| 1 | 1914년 3월 8일 | 프랑스 생투앵 스타드 보에르 | 스위스 | 2–1            | 2–2       | 친선 경기 |

## 수상 내역
스타드 렌 FC
- 쿠프 드 프랑스 준우승: 1922[1]

 프랑스 축구 국가대표팀
- 연합국 게임 준우승: 1919[5]